# Саришиганак
Саришигана́к (каз. Сарышығанақ) — село у складі Аксуської міської адміністрації Павлодарської області Казахстану. Входить до складу Кизилжарського сільського округу.
Населення — 562 особи (2021; 652 у 2009, 1286 у 1999, 1674 у 1989).
Національний склад станом на 1989 рік:
- казахи — 54 %
- росіяни — 25 %

До 1993 року село називалось Жидковка.